# Йокерит (хоккейный клуб)
«Йо́керит» (фин. Helsingin Jokerit — «Хельсинкские Джокеры») — профессиональный хоккейный клуб из города Хельсинки — столицы Финляндии. С сезона 2014/2015 по сезон 2021/2022 выступал в Континентальной хоккейной лиге. В сезоне 2023/2024 вернулся в финский хоккей и выступает во втором по силе чемпионате Финляндии — Местис.

## История
Днем рождения «Йокерита» можно считать 27 октября, поскольку именно в этот день в 1967 году состоялось учредительное собрание, на котором строитель Аймо Мякинен и художники Эйно Сюрьянен и Рейно Вилен подписали документы об основании клуба. Новое общество было создано на основе уже существовавшего клуба, носившего названиеТёёлён Веса. Широкая публика узнала о «Йокерите» только 6 ноября 1967 года, когда газета Nya Pressen опубликовала новость о создании нового хоккейного клуба. По словам Сеппо Аалто, автора историографии «Йокерита», немало иронии заключалось в том, что новость о «Йокерите» распространилась в День шведской культуры, да еще и через шведскоязычное издание. Языковый вопрос по своей важности занимал тогда далеко не последнее место в хоккейных кругах Хельсинки. В газетной новости было четко сказано, что клуб «Тёёлён Веса» был вынужден закрыть свое хоккейное отделение из-за экономических трудностей, и что предприниматель-строитель Аймо Мякинен погасил долги клуба, и что все прежние игроки «Веса» под предводительством главной звезды, центрфорварда Тимо Турунена, переходят в новый клуб под названием «Йокерит» — «Джокеры».
Команда является двукратным обладателем Кубка европейских чемпионов, 6-кратным чемпионом СМ-Лиги, 6-кратным обладателем серебряных медалей, дважды занимала в чемпионате третье место.
В июне 2013 года российскими предпринимателями Геннадием Тимченко совместно с Аркадием и Борисом Ротенбергами были куплены 49 % акций клуба. 29 октября 2013 года был подписан договор о переходе команды в Континентальную хоккейную лигу, начиная с сезона 2014/15 года. Сезон 2013/14 команда провела в финской СМ-Лиге.
19 марта 2014 года по итогам общего собрания членов КХЛ было объявлено, что «Йокерит» с сезона 2014/15 начнёт выступления в лиге. 30 апреля было официально объявлено, что «Йокерит» принят в КХЛ — команда выступает в Дивизионе Боброва Западной конференции КХЛ.
В сентябре 2012 года игрок клуба Семир Бен-Амор был наказан за насилие (удар в спину) над хоккеистом Вилле Пелтоненом во время матча с HIFK в рамках турнира European Trophy c дисквалификацией игрока на 18 игр в чемпионате Финляндии СМ-Лиге. Также от игр были отстранены три других игрока, два тренера, а команда оштрафована на 40 тысяч евро.
2 декабря 2017 года в Хельсинки был проведен первый матч Зимней классики КХЛ между «Йокеритом» и СКА (3:4). Матч проходил на открытом воздухе, на специально построенной для этого арене в центре города в парке "Каивопуисто". Матч посетило 17645 человек, что до 22 декабря 2018 являлось рекордом по посещаемости в КХЛ.
22 марта 2018 года в пятом матче четвертьфинальной серии плей-офф КХЛ «Йокерит» победил в гостях московский ЦСКА, при этом игра продолжалась 142 минуты 9 секунд, что стало рекордом КХЛ по продолжительности встречи.
В мае 2019 года знаменитый финский хоккеист, пятикратный обладатель Кубка Стэнли Яри Курри выкупил все акции клуба, став 100 % владельцем.
14 марта 2020 года перед вторым раундом плей-офф КХЛ, клуб заявил о снятии себя с турнира из-за опасений за жизни и здоровье игроков и членов команды в связи с началом пандемии коронавирус COVID-19 и решением финского правительства. 
3 сентября 2020 клуб отказался от игры в Минске с местным Динамо в знак солидарности с протестующими в Белоруссии. Вылет отменили в последний момент, когда самолет команды уже стоял на земле, готовый ждать.
После вторжения России на Украину в 24 феврале 2022 года «Йокерит» объявил, что покидает  КХЛ до начала плей-офф Кубка Гагарина 2022. Несколько партнеров объявили, что расторгают свои контракты с компанией, поддерживающей клуб. Ассоциация болельщиков «Eteläpääty ry» потребовала, чтобы команда вышла из КХЛ. Под санкции, связанные с российским предпринимателем Геннадием Тимченко, попала домашняя арена клуба, а его партнер Hartwall расторг маркетинговое соглашение с холдинговой компанией арены «Helsinki Halli Oy». Главный тренер команды Лаури Марьямяки перешел в  Кярпят до конца сезона. Игроки также перешли в другие команды.  5 апреля «Йокерит» опубликовал заявление в своем сайте клуба, что полностью уходят из КХЛ.

## «Хельсинкское дерби» и выступление «Йокерита» в SM-лиге
«Хельсинкское дерби» одно из самых жарких и популярных дерби финского спорта. Противостояние ХИФК и «Йокерита» зачастую набирает полные стадионы.
Данное соперничество берет начало с февраля 1967 года, когда «Тёёлён Веса» проиграл ХИФКу матч-переигровку за выход в главную серию финского чемпионата, стало ясно, что игравшие в красных свитерах конкуренты получили огромное преимущество, заняв господствующее положение в хоккейной иерархии столичного региона. Однако закрытие клуба «Тёёлён Веса» и основание «Йокерита» осенью того же 1967 года сделали период единовластия ХИФКа гораздо менее продолжительным, чем ожидалось.
Хоккей в Хельсинки переживал период расцвета в 1960-е и 1970-е годы, когда в число топ-клубов финской SM-серии входил также хельсинкский ХЙК (ХИФК). Уже в своем четвертом сезоне «Йокерит» расположился в итоговой турнирной таблице выше ХИФКа, а спустя еще два года, в 1973 году, «Йокерит» впервые выиграл чемпионат Финляндии.
К концу 70-х начался спад «джокеров», и в это же время ХИФК завоевывает 3-й титул чемпиона SM- лиги. Многие сильные хоккеисты уходили в другие клубы, в частности в ХИФК. Например весной 1979 года, когда в состав победителей следующего чемпионата перешел Райнер Риску. Еще большей сенсацией стал переход в ХИФК Тони Аримы и Ансси Мелямется, произошедший пару лет спустя.
В сезоне 1982/83 начался светлый период для «Йокерита». Первые игры осени оказались не слишком блестящими, однако постепенно сенсация начала назревать. «Йокерит» выиграл регулярный сезон, опередив признанного фаворита, ХИФК, на пять очков. Две лучшие команды сразу прошли в полуфинал, где оба хельсинкских клуба одолели своих оппонентов из Тампере, клубы «Таппара» и «Илвес». Наступило время финала. «Йокерит» вел после первых двух игр серии со счетом 2-0, а в пятом, решающем матче счет еще во втором периоде был 2:0 в его пользу. Однако ХИФК сумел вырвать победу и в решающим матче, и в серии с одинаковым счетом 3:2.
На протяжении следующих нескольких лет «Йокерит» играл в низшей лиге Финляндии, пока ХИФК пытался выиграть кубок SM-лиги.
В 90-х «Йокерит», сделав перестройку команды и выйдя в высшую лигу, начал держать доминацию (4 золота в SM и 2 кубка европейских чемпионов) над другими командами в самой стране и в Европе в целом. В сезоне 1998 года в Хельсинки был построен новый стадион — «Хартвалл Арена». Сезон в новой арене оказался трудным, клуб сменил 2 тренеров. Ситуацию спас Ханну Капанен. В матче за бронзу на льду «Хартвалл Арены» со счетом 8:0 был повержен клуб «Киекко-Эспоо». «Тусклые» бронзовые медали показались еще более тусклыми оттого, что всего в нескольких километрах, на старой домашней арене «Йокерита», свой первый за последние 15 лет чемпионский титул отпраздновал ХИФК.
В последующих годах «Йокерит» держался на 3-5 местах, и лишь в 2002 году выиграл чемпионство под руководством Сумманена. Он руководил «Йокеритом» также в сезоне 2002/03. Регулярный сезон команда закончила на втором месте, после чего одержала победу над ХИФКом в четырех матчах четвертьфинальной серии. В полуфинальной серии верх со счетом 3-2 одержал клуб «Оулун Эссят». В матче за третье место победу одержал ХПК.
Сезон 2010-11 «Йокерит» начал под руководством Йортикки, однако после слабого начала, 24 ноября, он был уволен. Даже победа над ИФК за день до этого не спасла человека, который в свое время выиграл шесть чемпионатов. На пост главного тренера назначили Эркку Вестерлунда, который привел с собой тренера-ассистента Томи Лямся из Виерумяки, тренера юниоров «Пеликанс». Сами Ранта, покинувший «Йокерит» вместе с Йортиккой, занял место Лямся в организации клуба из Лахти.
С Вестерлундом «Йокерит» закончил регулярный сезон шестым. В марте 2011 года ХИФК и «Йокерит» провели между собой семиматчевую серию плей-офф. «Йокерит» выиграл в первых двух матчах, затем ХИФК победил в третьей игре с разницей в одну шайбу и в четвертой игре в овертайме. После победы в пятом матче «Йокерит» был в одном шаге от выхода в полуфинал. Основное время шестого матча на льду «Хартвалл Арены» закончилось со счетом 1:1. В какой-то момент овертайма Юкка Хентунен выходил один на один с голкипером ХИФКа Йуусо Риксманом, однако тому удалось спасти свою команду. Когда секундомер показывал 67:45, Юха-Пекка Хаатая из ХИФКа забил решающий гол. Победив в седьмом матче, ХИФК одержал победу в серии.
В день Рунеберга (5 февраля 2011 года), на Олимпийском стадионе в Хельсинки была сыграна первая «Зимняя классика» (также известная как «Хельсинкское дерби»), в которой участвовали ХИФК и «Йокерит». Хозяином был «Йокерит». За матчем наблюдали 36 644 зрителей. Матч финской высшей хоккейной лиги игрался на открытом льду впервые за 45 лет. Однако голов Тээму Пулккинена (2) и Юкки Хентунена не хватило для того, чтобы «Йокерит» заработал очки — ХИФК одержал победу со счетом 4:3.
4 ноября 2012 года в роли хозяина «Зимней классики» выступал ХИФК. На стадион, несмотря на двадцатиградусный мороз, пришли 34 264 зрителя. ХИФК вел 2:0, однако «Йокерит» сумел сравнять счет благодаря голам Теуво Терявяйнена и Яркко Рууту. Победителя выявили послематчевые буллиты, в которых больше повезло ХИФКу.
ХИФК играл с «Йокеритом» и после регулярного сезона, в марте, когда команды, второй год подряд, встретились в четвертьфинале плей-офф. ХИФК закончил регулярный сезон на третьем месте, «Йокерит» — на шестом. Упорной борьбы, как весной 2011 года, не получилось — «Йокерит» разгромил оппонента в четырех матчах. Однако JyP, будущий чемпион, победил в полуфинале «Йокерит». В матче за бронзу джокеры выиграли у «Блюз» со счетом 4:3 благодаря голу Джозефа Бомедьена в овертайме.

## Отношение к участию «Йокерита» в КХЛ
В 2013 году, когда стало известно о продаже «Йокерита» Ротенбергам, финские СМИ и аналитики стали жаловаться на КХЛ, заявляя о будущем уничтожении европейского хоккея.
После сезона 2018/2019 в КХЛ и третьего поражения «Йокерита» в первых раундах, многие финские болельщики были недовольны выступлением команды, некоторые даже находили в этом «русский след». Журнал Iltalehti, например, жестоко раскритиковал руководство лиги с заголовком «„Йокерит“ — спарринг-партнёр для грандов КХЛ, он вызывает жалость». Издание заявило о больших убытках клуба во время участия в КХЛ (70 миллионов евро за 5 сезонов). В 2022 году приостановил участие из-за вторжения России в Украину . 

## Закрепленные игровые номера
- № 24 Валтерри Иммонен (воспитанник «Йокерита», впоследствии стал игроком, дольше всех пробывшим капитаном команды. Он никогда не играл ни за один другой финский клуб).
- № 23 Петри Варис (начинал свою хоккейную карьеру в юниорской команде Ottawa Silver Seven из Контулы. 30 лет спустя он стал самым результативным игроком за всю историю «Йокерита»).
- № 17 Яри Курри (самый знаменитый из игроков, вышедших из финской юниорской «Серии Канада». Пятикратный обладатель Кубка Стэнли никогда не играл ни в одной другой финской команде).
- № 91 Отакар Янецки (олицетворение успеха 1990-х, «чешский кудесник»).
- № 5 Эса Тикканен (воспитанник юниорских команд «Йокерита», взобрался на самую хоккейную вершину, сумев пять раз завоевать Кубок Стэнли).
- № 15 Хенри Лепля (пришел в «Йокерит» перед сезоном 1969-70 и играл за клуб на протяжении 11 сезонов. Он является третьим игроком по количеству набранных очков за всю историю выступления клуба в Финской серии и Финской элитной лиге)[26].

## Достижения
СМ-Лига
- Чемпион (6): 1973, 1992, 1994, 1996, 1997, 2002
- Вице-Чемпион (6): 1971, 1983, 1995, 2000, 2005, 2007
- Бронзовый призёр (2): 1998, 2012

Местис
- Чемпион: 2025

Международные:
Кубок европейских чемпионов
- Обладатель (2): 1994, 1995

Континентальный кубок
- Обладатель (1): 2003

Турнир им. Н. Г. Пучкова
- Обладатель (2): 2014, 2016
- Вице-Чемпион (1): 2017
- Бронзовый призёр (1): 2015

Турнир Хямеэнлинна
- Обладатель (1): 2014

Bauer Games
- Обладатель (2): 2020,2021

## Результаты сезонов КХЛ
И — количество проведенных игр, В — выигрыши в основное время, ВО — выигрыши в овертайме, ВБ — выигрыши в послематчевых буллитах, ПО — проигрыши в овертайме, ПБ — проигрыши в послематчевых буллитах, П — проигрыши в основное время, О — количество набранных очков, Ш — соотношение забитых и пропущенных голов, РС — место по результатам регулярного сезона
| Сезон   | И   | В   | ВО | ВБ | ПБ | ПО | П   | О   | Ш        | РС | Результаты серий с соперниками в плей-офф                     | Результат в плей-офф                                                        |
| ------- | --- | --- | -- | -- | -- | -- | --- | --- | -------- | -- | ------------------------------------------------------------- | --------------------------------------------------------------------------- |
| 2014/15 | 60  | 35  | 3  | 2  | 2  | 2  | 16  | 119 | 171–136  | 5  | 4–1 Динамо Мн, 1–4 ЦСКА                                       | Выход в 1/4 финала                                                          |
| 2015/16 | 60  | 31  | 1  | 4  | 4  | 1  | 19  | 108 | 167–140  | 3  | 2–4 Торпедо                                                   | Проигрыш в 1/8 финала                                                       |
| 2016/17 | 60  | 23  | 3  | 3  | 6  | 6  | 19  | 93  | 149–165  | 12 | 0–4 ЦСКА                                                      | Проигрыш в 1/8 финала                                                       |
| 2017/18 | 56  | 29  | 2  | 2  | 3  | 5  | 15  | 103 | 151–108  | 3  | 4–1 Сочи, 2–4 ЦСКА                                            | Выход в 1/4 финала                                                          |
| 2018/19 | 62  | 32  | 4  | 1  | 1  | 5  | 19  | 80  | 197–164  | 9  | 2–4 Динамо Мск                                                | Проигрыш в 1/8 финала                                                       |
| 2019/20 | 62  | 28  | 8  | 2  | 4  | 4  | 16  | 84  | 184–164  | 3  | 4–2 Локомотив, СКА                                            | Снятие с турнира                                                            |
| 2020/21 | 60  | 26  | 4  | 2  | 2  | 7  | 19  | 73  | 174–153  | 10 | 0–4 Локомотив                                                 | Проигрыш в 1/8 финала                                                       |
| 2021/22 | 47  | 22  | 5  | 2  | 2  | 4  | 12  | 64  | 143–113  | 10 | 0–4* Спартак Мск                                              | «Йокерит» сначала снялся с этого плей-офф, а позже и полностью вышел из КХЛ |
| Всего   | 407 | 200 | 26 | 16 | 22 | 27 | 116 | 651 | 1162–990 | —  | В плей-офф участвовали 6 раз. Счет (победы/поражения): 19–24. | В плей-офф участвовали 6 раз. Счет (победы/поражения): 19–24.               |

## Руководство
- Председатель правления — Яри Курри
- Исполнительный директор — Эвелиина Микола
- Генеральный менеджер — Яри Курри

## Тренерский штаб
- Главный тренер — Лаури Марьямяки
- Тренер — Тони Вирта
- Тренер — Пекка Кангасалуста
- Тренер вратарей — Маркус Кеттерер
- Видеотренер — Томи Мяки